# Werra zwischen Phillippsthal und Herleshausen
Werra zwischen Phillippsthal und Herleshausen este o arie protejată (arie specială de conservare — SAC, sit de importanță comunitară — SCI) din Germania întinsă pe o suprafață de 97,93 ha, integral pe uscat.

## Localizare
Centrul sitului Werra zwischen Phillippsthal und Herleshausen este situat la coordonatele 50°50′39″N 9°59′12″E / 50.8442°N 9.9867°E.

## Înființare
Situl Werra zwischen Phillippsthal und Herleshausen a fost declarat sit de importanță comunitară în noiembrie 2004 pentru a proteja 1 specie de animale. Situl a fost protejat și ca arie specială de conservare în martie 2008.

## Biodiversitate
Situată în ecoregiunea continentală, aria protejată conține 1 habitat natural: Păduri aluvionare cu Alnus glutinosa și Fraxinus excelsior (Alno-Padion, Alnion incanae, Salicion albae).
La baza desemnării sitului se află o specie protejată de  pești: cicar (Lampetra planeri).
Pe lângă speciile protejate, pe teritoriul sitului au mai fost identificate 2 specii de nevertebrate, 9 specii de pești.